# Гусев, Виталий (футболист)
Виталий Гусев (эст. Vitali Gussev; 16 марта 1983, Тарту) — эстонский футболист, нападающий. Выступал за национальную сборную Эстонии.

## Биография

### Клубная карьера
Воспитанник Тартуской футбольной школы. Начал взрослую карьеру в старшей команде школы в 15-летнем возрасте. В 2000 году присоединился к вновь созданному клубу «Таммека», стал победителем и лучшим бомбардиром зонального турнира третьей лиги. В высшей лиге дебютировал в 2001 году в составе таллинского ТФМК, с этим клубом стал серебряным медалистом чемпионата. На следующий год выступал в высшей лиге за «Транс» (Нарва).
В середине 2002 года перешёл в шведский «Треллеборг», в нём провёл неполные три сезона и вышел из первого дивизиона в высший. В 2005 году играл в чемпионате Литвы в составе «Каунаса» и «Атлантаса», а в 2007—2008 годах выступал в первом дивизионе Швеции за «Энчёпинг». В промежутках выступал на родине за «Меркуур» (в 2006 году команда носила название «Мааг»), стал лучшим бомбардиром своего клуба в сезоне 2006 года с 18 голами.
В 2009 году выступал за таллинскую «Левадию», стал чемпионом страны и лучшим бомбардиром чемпионата с 26 голами. Весной 2010 года играл за румынскую «Астру» (Плоешти), провёл 12 матчей в чемпионате Румынии. На следующий сезон тоже числился в команде, но на поле не выходил.
В 2012 году выступал за «Нарва-Транс». По окончании сезона был заподозрен, вместе с одиннадцатью действующими и бывшими игроками и рядом околофутбольных деятелей, в организации договорных матчей. Эстонский футбольный союз и ФИФА отстранили Гусева и других замешанных игроков от футбола. Однако прошедший в 2014 году гражданский суд не смог доказать вину подозреваемых. Тем не менее, Гусев стал единственным из фигурантов дела (по состоянию на 2016 год), с кого дисквалификация была снята.
В 2015 году футболист выступал в первой лиге за «Ирбис» (Кивиыли). В 2016 году перешёл в «Маарду ЛМ», в своём первом сезоне забил 31 гол, а в 2017 году стал победителем первой лиги и её лучшим бомбардиром с 38 голами. В 2018 году во второй раз подряд стал победителем первого дивизиона и его лучшим бомбардиром (43 гола). В 2019 году в составе «Маарду» выступал в высшем дивизионе, однако команда была безнадёжным аутсайдером. В 2021 году — победитель турнира первой лиги и третий бомбардир (21 гол). В 2022 году «Маарду» был переведён в четвёртый дивизион, а футболист продолжил выступать за клуб. В конце 2024 года достиг отметки в 200 голов за «Маарду» во всех лигах.

### Карьера в сборной
Выступал за молодёжную сборную Эстонии.
В национальной сборной Эстонии сыграл единственный матч 29 мая 2009 года против сборной Уэльса, отыграл первые 65 минут и был заменён на Оливера Консу.

## Достижения
- Чемпион Эстонии (1): 2009
- Серебряный призёр чемпионата Эстонии (1): 2001
- Серебряный призёр чемпионата Литвы (1): 2005 (в составе «Каунаса»)
- Обладатель Кубка Литвы (1): 2005 (в составе «Каунаса»)
- Лучший бомбардир чемпионата Эстонии: 2009 (26 голов)

## Личная жизнь
Брат, Владислав Гусев (род. 1986), тоже был футболистом, провёл два матча за сборную Эстонии.